# フレンドゾーン (2019年のタイ映画)
フレンドゾーン (タイ語: ระวัง..สิ้นสุดทางเพื่อน 英語: Friend Zone) はタイの映画である。ジャンルはロマンティック-コメディ。脚本(共同)および監督はチャヤノップ・ブンプラゴープ。親友同士の男女ではあるが、男性の方は友達という立場を越えて恋人になりたいと思っているという物語を描いている。
映画の製作はジョー・クワン・フィルムで、配給はGDH。主演は Naphat SiangsomboonおよびPimchanok Luevisadpaibul。 2019年2月14日封切り

## あらすじ
パームとギンは同じ高校に通う友人同士であった。ある日、仕事先に向かうという父に送られて学校に来たギンは授業を受けず、学校の裏手で待っていたパームの車で父の車を尾行する。父の車は仕事先ではなく空港に向かい、ギンはパームと共にチェンマイまで父を追いかける。ギンと共に父の入ったホテルの隣の部屋に入ったパームは、ギンの父が浮気していることに気付いてギンを帰そうとするが、逆にその気遣いからギンも父の浮気に気がついてしまう。
帰りの飛行機の中で、パームはギンを慰める。さらにギンを愛していると言ってギンから抱きしめられるパームだったが、同時にギンはパームが言った"愛"がどのような意味での愛なのかをパームに問いただす。状況から「恋人同士の愛には終わりが来るが友人同士の愛には終わりがない」と言ってしまったパームは、本人の気持ちとは裏腹に"FRIEND ZONE"という、友達以上恋人未満の状態にはまってしまう。
ギンはその後、パームに新しい恋人を報告するなどするが、いい結末は訪れない。いっぽうパームもギンに対する想いを抑え、新しい恋人を作ろうとするのだが、学生時代、出家時代、そしてキャビンアテンダントの仕事に就いた社会人時代など、それぞれで出来かけた恋人はギンの存在に嫉妬していつも別れる羽目になってしまっていた。
そんな生活のなか、ある結婚式の余興に女性デュエットで歌っていたギンはステージから落ちて足を怪我してしまう。呼ばれた救急車に付き添いは1人しか乗れず、ギンが付き添いに選んだのは、その余興でギターを弾いていたテッドだった。テッドはギンがマネージャーをしている音楽プロデューサーで、ギンの一番新しい恋人でもあった。パームは"FRIEND ZONE"という立場を思い知らされる。
とはいえ、ミャンマーで恋人候補を横に中国語のお経で口説いていたパームに、ギンから緊急事態の連絡が来たときには、パームは恋人候補を放り出してマレーシアに向かう。緊急事態とは、"つわりと思われる吐き気"と"先日から生理が来ないこと"つまり妊娠だった。パームはギンを励まし、ギンの妊娠が杞憂であったこともわかるが、ギンは相手であるテッドに関する不安を話し出す。それはテッドが免税店"キング・パワー"のキャンペーンCM曲録音のためにアジア中の若い歌手と仕事をしていることで、実際記念日でもない日にもらったペアウォッチのプレゼントを不審がっていた。その上ギンはテッドが食べるはずのない注文が含まれているマレーシアのレストランのレシートを見つけてしまい、足の怪我をおしてマレーシアまでやってきたのだった。パームはテッドに扮し、したのは食事だけだろうと慰める。ホテルまでギンを送ったパームだが、タクシーで帰ろうとしたところ荷物カートに乗せられたギンが戻ってきてお礼をいい、パームもまた慰められる。
ギンはテッドが仕事をしているプノンペンに向かう。テッドの浮気を疑って仕事が上の空のギンは、録音している曲の伴奏が入ったハードディスクを壊してしまうが、テッドが15分で各パートを再演奏して伴奏を復活させたのを目の当たりにし、あらためてテッドのことを見直す。ギンはテッドと同じホテルの部屋に入るが、テッドは疲れて眠ってしまう。脱ぎ散らかしたテッドの服のポケットに使いかけのコンドームを見つけたギンは、浮気の疑惑を再燃させる。
ギンは、香港で仕事をしているテッドには内緒でテッドの仕事場の向かいにある飲茶店に入り、テッドを監視するが、テッドはそうと知らずギンにテレビ電話をかけてくる。ギンにつきあわされているパームはとっさに"バンコクにある中華街"で飲茶を食べていると言い訳を考え、飲茶売りの真似をしてその場を取り繕う。歌手など仕事仲間に恋人を紹介して「疲れたのでホテルに直行する」と言うテッドはギンの心配をよそに歌手とは分かれ、タクシーを捕まえるが、そのタクシーにもともと別の女性が乗っていることをギンが見つけてしまう。ギンとパームはテッドの宿泊先であるホテルに先回りする。
テッドはいっこうにホテルには戻ってこず、ギンからの数度に渡る電話にも出ない。テッドが何らかの事件に巻き込まれたのではと心配するギンに、ふと思いついたパームは自分の電話を貸して電話をかけさせると、果たしてテッドはその電話には応対する。パームはテッドが泥酔して安ホステルに泊まったのでは、電話のタイミングでトイレにいたのではと無理な慰めをするが、憔悴したギンには届かない。完全にテッドへの信頼を失ったギンは自分自身にも自信が持てなくなり、オープンエアの2階建てバスから看板に飛び移るなど大騒ぎを起こす。パームはなんとかその大騒ぎを解決するも警察に怒られるが、そこにいた警官に2人の事情を知られ、"FRIEND ZONE"について慰められてしまう。
一人ではいたくないとパームの付き添いを頼むギンだが、パームにも翌日早朝からの仕事があった。ギンはパームの乗務に合わせてクラビに向かい、バンコクに往復して仕事を終わらせたパームもその足でそのままクラビに向かいパームの宿泊先に向かう。リゾート地にもかかわらずひどい生活になっていたギンを叩き起こし、パームはギンをトレッキングに誘って慰める。
トレッキングからの帰り、2人は猿に襲われる。何とかやりすごすもさらにトイレが我慢できなくなったギンは林のなかで排便し、尻を拭くための紙がなくて困る。パームの靴下では汚くて拭けないと自分の下着を使おうとしたギンに、パームは自身の来ていたブランド物のTシャツを差し出す。
新たに観光土産のTシャツを来てビーチにきたパームにギンは、香港での録音を差し出し、浮気を疑惑に思っている今、曲はまともに聴けないと弱音を吐く。中国語で歌われた歌を聞いたパームは、翻訳すると言って"野糞したこと"、"二階建てバスから看板に飛び移ったこと"などギンの起こした騒動を曲に乗せて歌い、ギンの気持ちを晴らす。ギンは腕時計を海に投げ捨て、自分の部屋で飲もうとパームを誘う。
コンビニでつまみを買ったパームはレジ横にあるコンドームを買うか迷い、見かねた店主に「買って帰れ」と背中を押される。ギンの部屋に向かうと、ギンはビールをバスタブに入れてビール風呂を作っているところだった。2人は一緒にバスタブに入り、際どくもキスしそうになる。パームは自分がギンの友達ではいられない、恋人同士になろうと改めて口説き、それに応じる素振りを見せたギンを寸前で止めて、ヤンゴンにいるテッドに正式に別れを告げたらキスしようと、その夜は別々に眠る。
ヤンゴンで録音中だったテッドに、ギンは香港での浮気の疑惑を突きつけ修羅場を迎えるが、テッドは正直に浮気の事実を語る。浮気相手は結婚式の余興でギンがデュエットした相方の女性だった。あまりにも正直な告白に、ギンは泥酔しただのトイレに言っただのの言い訳をしないのかと逆に憤るが、テッドはギンが好きだから離れたくないと改めて語り、ギンを抱きしめる。
待ち合わせたシュエダゴン・パゴダで待っていたパームにギンがやってくる。テッドと別れたことを期待するパームだったが、ギンは改めてテッドと付き合いたいと話し、パームとは友達同士の関係を続けたいと願う。パームはそれを拒絶し、なおも追いすがるギンに「それ以上近づいたらキスする」と言い放って離れていった。
パームがここまでの話を語っていたのは、ギンがまたも余興で歌っている別の結婚式披露宴会場にあるビアジョッキコーナー。両手にビアジョッキを抱えつつパームの話を聞いていたのは、パームと同様の結婚式参列者であり、"FRIEND ZONE"同士であるとわかった3人の男たちだった。恋人のいる女性に1年恋い焦がれていたり、別れた恋人を忘れられないという女性を3年待っていたり、博士課程を卒業するまで関係は無理と好きな相手に言われ5年間待ち続けていたりした彼らは、10年曖昧な関係を続けた結果が最悪の状態になったことに落胆する。そこに余興の終わったギンがパームのもとに近づいてくる。話にすっかり共感した男たちはパームを振り向かせまいとし、ギンに友達付き合いをやめるよう諭す。ギンは"友達付き合いはやめた”と話し、その話の続きが始まる。
パームは新しい恋人を作り、相変わらずお参りの場で恋人候補を口説いていたが、やはりギンのことは忘れられずにいた。テッドとよりを戻したギンは、レジの広告画面でキャンペーンCMが流れ出したのを聞いて、クラビでパームが歌った替え歌を思い出す。それと共に10年間いつもパームが自分のそばにいた事を思い出し、笑みがこぼれだしていた。
ある日、パームがサイクリングを楽しんでいるところに、ギンが自転車に乗って追いかけてくる。ギンは"友達付き合いはやめて、結婚したい"と話し、パームの聞こえないとの言で近づき、再度同じことを話す。そして2人は熱いキスを交わした。
このことを話したパームの左手の薬指には、結婚指輪がはまっていた。男たちは最悪の結果と思っていた話が最高の結末を迎えたことを喜び、それぞれの関係もなんとかしようとそれぞれの恋人候補の元にビアジョッキを運んでいく。パームもギンにビアジョッキを渡そうとするが、ギンの左手にあるはずの結婚指輪がないことに気がつく。なくした指輪を探そうと披露宴会場は大騒ぎとなるが、幸いにもパームがウェディングケーキの下に落ちていた結婚指輪を見つける。パームはギンに「自分はまだプロポーズしていない」と話し、参列者の見ている中、改めて結婚指輪をギンの薬指にはめ、会場は歓声に包まれる。

## 登場人物と俳優

### 主な登場人物
- Naphat Siangsomboon : パーム ギンの親友であるが、同時に"Friend Zone"にはまってしまい10年経っている。
- Pimchanok Luevisadpaibul : ギン パームの親友であり、ギンの片想いの相手。
- ジェイソン・ヤング : テッド ギンの現在の恋人で、音楽プロデューサー。優しく温厚で甘えん坊だが紳士であり、ギンをとても愛している。

### その他のキャラクター
- パームのところに偶然集まった、パームと同じような悩みをもつ男たち　いわば"Friend zoneギャング"
  - Benjamin Joeseph Varney : ハーフの若者
  - Nutthasit Kotimanuswanich : メガネをかけた若者
  - Sukhapat Lohwacharin : 中国系の若者

### カメオ出演
- Thanaporn Wagprayoon : 本人役
- Panissara Phimpru : ジェー
- Nattarat Nopparattayaporn : 中国系の若者の親友
- Phatchara Thapthong : パームの同僚客室乗務員
- Paweesuda Chankat : プーペー
- Oraphan Arjsamat : 花嫁
- Jira Malikun : ツアーバスの観光客
- Patcharaporn Himanan : 行政官
- Namewee : ホテルのスタッフ
- Namfon Indee : ラオスの歌手
- クラウディア・バヘット : フィリピンの歌手
- チー・プー : ヴェトナムの歌手
- モン・ジア : 香港の歌手
- ジョイス・チュー : マレーシアの歌手
- ローラ・マム : カンボジアの歌手
- オードリー・タピエル :  インドネシアの歌手
- Cantika Abigail : インドネシアの歌手
- ピュー・ピュー・キャウ・テイン : ミャンマーの歌手

## 制作作業
2015年に ケンことジラ・マリクンとVanことVanridee Pongsittisakは、GDHのプロデューサーとして行った脚本書きのインターンシップを開催し、その時ムーことチャヤノップ・ブンプラゴープに脚本を書くよう頼んだ。その後のある日、チャヤノップは自分自身の経験を元に"Friend zone"の原型となる脚本を宿題としてジラに提出し、ジラはそれを気に入ったため、公式にその映画の監督に起用した。

### 脚本
まず、チャヤノップはテンことPattaranat Phiboonsawatを 新しい脚本家として呼び、共同でチャヤノップのプロットを元に脚本の執筆を始めた。2ヶ月後、以前チャヤノップの"Suckseed"や"May Who?"の脚本を書いたペットことトッサポン・ティットティンナゴンが3本目の共同脚本として、脚本作業に参加した。執筆を始めて11ヶ月後、脚本が完成した

### 音楽
映画音楽は、ファランポーン・リディムによるものであり、以前からある以下の曲などを除く曲はVichaya Vatanasaptが作曲を担当した。
- "คิดมาก" パーミー , Namfon Indee, Claudia Barretto, Chi Pu, Meng Jia, Joyce Chu, Laura Mam, Audrey Tapiheru, Cantika Abigail および Phyu Phyu Kyaw Thein (原曲の歌唱は パーミーによる)
- "เพื่อน " Polycat
- "มาเลเซีย" Arak Amornsupasiri
- "ปล่อย" Pongkool Suebsung
- "คุกเข่า" Cocktail
- "วันหนึ่งฉันเดินเข้าป่า" Natthawut Jenmana
- "รักไม่ยอมเปลี่ยนแปลง" ティック・シロ
- "คนมีเสน่ห์" Nakharin Kingsak
- "ไม่รัก..ไม่ต้อง"  New &amp; Jiew
- "เลือกได้ไหม"  Zaza

## 宣伝と上映
2018年8月27日、GDHは会議室からのドッキリ中継というスタイルでFacebook上でライブ配信を行い、このビデオに"ดพรำก ผนื" ("friend zone" にあたるキートップをタイ文字キーボードで打ったときに出る文字列をもじったもの)という名を付けた。ビデオの内容は2018年から2019年初頭に至るまでの映画公開・収入の計画を語るもので、"Brother of the year"に続いてパイプラインで"Homestay"ともう一つ、名前は明らかにされないがチャヤノップ・ブンプラゴープ監督がNaphat SiangsomboonとPimchanok Luevisadpaibulを主演にした映画を公開することが語られた。社長が気がつく前に、この配信は終了する体をとった。
2018年10月12日 GDHはナダオ・バンコクとともにプレスカンファレンスであるGDHxNadao Partyをサイアム・パラゴンにあるパラゴンシネプレックスで開催した。2019年公開する映画としてFriend Zoneという映画を非公式名称として公表しつつ、公開日は2月14日と発表した。また、チャヤノップによる映画で内容はロマンティック・コメディであり、"友情"と"友達以上恋人未満"に関する映画であるとした。2019年1月10日までにGDHはこの映画に関する本格的なPRを開始し、一連のポスターに正式名称の"ระวัง..สิ้นสุดทางเพื่อน"を明記した。この名前はスワンナプーム国際空港の動く歩道にある警告文章をもじったもので"เลื่อน"(歩道)を"เพื่อน"(友達)に書き換え「注意..友達の終わり」としたものである。
映画の公式発表会は2019年1月16日にエム・クォーティエにあるクオーティエ・ギャラリーで開催された。映画の主要人物の1人を演じるジェイソン・ヤングが発表会のオープニングを担当した。

## 続編
Before Friend Zoneは、 Thitipong Kerdthongthaw監督による、Sukhapat LohwacharinとArak Amornsupasiri 出演の短編映画である。ハードディスクを通して男性の友人に告白しようとする若い男の話であり、2019年3月14日から一部の映画館で上映され、同年3月21日よりオンライン公開された 

### 俳優
- Sukhapat Lohwacharin : スワム
- Arak Amornsupasiri : ペー
- Vasu Pluemsakulthai : ペン
- Nattarat Nopparattayaporn : アイス